# Nikolay Sidorov
Pour les articles homonymes, voir Sidorov.
Nikolaï Aleksandrovich Sidorov, né le 23 novembre 1956 à Moscou, est un athlète soviétique, spécialiste du 100 m, champion olympique pour l'Union soviétique.
Aux Jeux olympiques d'été de 1980, il est éliminé en demi-finale sur 200 m et est le deuxième relayeur de l'équipe victorieuse sur 4 × 100 m. Il connaît encore le succès au niveau continental, obtenant le titre en relais en 1982.
Lors des premiers championnats du monde, toujours en relais, il remporte le bronze. Puis l'année suivante, en raison du boycott, la médaille d'or du relais 4 × 100 m lors des Jeux de l'Amitié à Moscou.

## Palmarès

### Jeux olympiques
- Jeux olympiques d'été de 1980 à Moscou ( Union soviétique)
  - éliminé en demi-finale sur 200 m
  -  Médaille d'or en relais 4 × 100 m

### Championnats du monde d'athlétisme
- Championnats du monde d'athlétisme de 1983 à Helsinki ( Finlande)
  - éliminé en séries sur 100 m
  -  Médaille de bronze en relais 4 × 100 m

### Championnats d'Europe d'athlétisme
- Championnats d'Europe d'athlétisme de 1982 à Athènes ( Grèce)
  - 5e sur 100 m
  -  Médaille d'or en relais 4 × 100 m